# Ashley (Pennsylvania)
|  | Dieser Artikel wurde aufgrund von inhaltlichen Mängeln auf der Qualitätssicherungsseite des Projektes USA eingetragen. Hilf mit, die Qualität dieses Artikels auf ein akzeptables Niveau zu bringen, und beteilige dich an der Diskussion! Eine nähere Beschreibung der zu behebenden Mängel fehlt. |

Ashley ist ein Borough im Luzerne County im US-Bundesstaat Pennsylvania. Das U.S. Census Bureau hat bei der Volkszählung 2020 eine Einwohnerzahl von 2.596 auf einer Fläche von 2,4 km² ermittelt.
Im Laufe des 19. Jahrhunderts wurde der Name der Siedlung mehrfach geändert. So hieß sie in den 1850er- und 1860er-Jahren Coalville, ab 1867 Hendricksburg. Den heutigen Namen trägt der Ort seit 1871 nach Herbert Henry Ashley, einem lokalen Bergbauunternehmer.
In der zweiten Hälfte des 19. und der ersten Hälfte des 20. Jahrhunderts wurde in Ashley in größeren Mengen Kohle gefördert.
Von 1869 bis 1946 war Ashley (bzw. Coalville/Hendricksburg) in das Netz der Straßenbahn Wilkes-Barre eingebunden.

## Söhne und Töchter der Stadt
- Walter Tewksbury (1876–1968), Leichtathlet und Olympiasieger
- Russell Johnson (1924–2014), Schauspieler
- Allen Bell (* 1933), Radrennfahrer
- Eusebius Joseph Beltran (* 1934), römisch-katholischer Erzbischof von Oklahoma City